# عدم تخمک‌گذاری
عدم تخمک‌گذاری یا آن‌اوول (به انگلیسی: Anovulation) زمانی رخ می‌دهد که تخمدان‌ها در طول چرخه قاعدگی اووسیت آزاد نکنند. این مسئله موجب فقدان در تخمک‌گذاری می‌شود، با این حال، زنی که در هر سیکل قاعدگی تخمک گذاری نمی‌کند، لزوماً یائسه نمی‌شود. عدم تخمک گذاری مزمن یکی از علل شایع ناباروری است. علاوه بر تغییر دوره‌های قاعدگی و ناباروری، عدم تخمک گذاری مزمن می‌تواند باعث یا تشدید سایر مشکلات طولانی مدت مانند هایپرآندروژنیسم یا استئوپنی شود. آن‌اوول نقش اساسی در عدم تعادل و اختلالات متعدد در زنان نظیر سندرم تخمدان پلی کیستیک دارد.
در طول دو سال اول پس از منارک، ۵۰ درصد از سیکل‌های قاعدگی می‌توانند چرخه‌های بدون تخمک گذاری باشد.
می‌توان با استفاده از داروهای مناسب عدم تخمک گذاری را برطرف نمود و تخمک گذاری را در حدود ۹۰ درصد موارد با موفقیت بازیابی کرد. اولین قدم درمان، تشخیص عدم تخمک گذاری است. شناسایی از این عارضه آسان نیست و برخلاف آنچه که معمولاً تصور می‌شود، زنانی که تحت عدم تخمک گذاری قرار می‌گیرند هنوز پریودهای منظمی دارند (کم و بیش). به‌طور کلی، زنان تنها زمانی متوجه وجود مشکل می‌شوند که اقدام به بارداری کرده باشند.
ارزیابی دما یک راه مفید برای ارائه سرنخ‌های اولیه در مورد عدم تخمک گذاری است و می‌تواند به متخصص زنان در تشخیص این اختلال کمک کند.

## علائم و نشانه‌ها
عدم تخمک گذاری معمولاً با علائم خاصی همراه است. با این حال، تمام علائم لزوماً به‌طور همزمان نمایش داده نمی‌شوند. آمنوره (عدم قاعدگی) در حدود ۲۰ درصد از زنان مبتلا به اختلال تخمک گذاری رخ می‌دهد. قاعدگی نادر و سبک نیز در حدود ۴۰ درصد از زنان مبتلا به اختلال تخمک گذاری مشاهده می‌شود. یکی دیگر از علائم بالقوه، قاعدگی نامنظم است، که دوره قاعدگی بیش از ۵ رو کوتاه‌تر یا طولانی‌تر از طول دوره‌ها طبیعی رخ می‌دهد. عدم وجود مستودینیا (درد یا حساسیت پستان) در حدود ۲۰ درصد از زنان مبتلا به مشکلات تخمک گذاری دیده می‌شود. همچنین افزایش توده بدن و موهای صورت نیز امکان‌پذیر بوده که درمان نسبتاً آسانی دارد و اغلب با سندرم تخمدان پلی کیستیک (PCOS) همراه است.

### شرایط مرتبط
برای اکثر زنان، تغییر دوره‌های قاعدگی نشانه اصلی عدم تخمک گذاری مزمن است. دوره‌های قاعدگی تخمک‌گذاری از نظر طول چرخه، مدت زمان و شدت خونریزی و سایر علائم، منظم و قابل پیش‌بینی هستند. دوره‌های تخمک گذاری اغلب با علائم میان دوره ای مانند میتل اشمرز یا علائم قبل از قاعدگی همراه است. در مقابل، عدم تخمک گذاری معمولاً خود را به صورت بی نظمی دوره‌های قاعدگی، یعنی تغییر غیرقابل پیش‌بینی فواصل، مدت یا خونریزی نشان می‌دهد. عدم تخمک گذاری همچنین می‌تواند باعث توقف پریود (آمنوره ثانویه) یا خونریزی بیش از حد (خون‌ریزی غیرطبیعی رحم) شود. هنگامی که یک زن بدون تخمک گذاری است، علائم میتل اشمرز قبل از قاعدگی وجود ندارد یا کاهش می‌یابد.

## علل
عدم تعادل هورمونی شایع‌ترین علت عدم تخمک گذاری است و تصور می‌شود حدود ۷۰ درصد از موارد را تشکیل می‌دهد. حدود نیمی از زنان مبتلا به عدم تعادل هورمونی، احتمالاً به دلیل ترشحات هورمونی ضعیف از غده هیپوفیز یا هیپوتالاموس، هستند که فولیکول کافی برای رشد تخمک تولید نمی‌کنند. غده هیپوفیز اکثر غدد هورمونی دیگر بدن انسان را کنترل می‌کند. بنابراین، هرگونه اختلال در عملکرد هیپوفیز سایر غدد تحت تأثیر خود از جمله تخمدان‌ها را تحت تأثیر قرار می‌دهد. عدم ترشحات هیپوفیزی در حدود ۱۰٪ موارد رخ می‌دهد. غده هیپوفیز نیز خود توسط هیپوتالاموس کنترل می‌شود و در ۱۰٪ موارد، تغییرات در سیگنال‌های شیمیایی هیپوتالاموس می‌تواند به راحتی تخمدان‌ها را تحت تأثیر قرار دهد. ناهنجاری‌های هورمونی دیگری وجود دارند که هیچ ارتباط مستقیمی با موارد ذکر شده در بالا ندارند و می‌توانند بر تخمک گذاری تأثیر بگذارند. به عنوان مثال، زنان مبتلا به پرکاری یا کم‌کاری تیروئید گاهی اوقات مشکلات تخمک گذاری دارند. اختلال عملکرد تیروئید می‌تواند با برهم زدن تعادل هورمون‌های تولید مثل طبیعی بدن، تخمک گذاری را متوقف کند.
در حال حاضر، چهار علت اصلی اختلالات تخمک گذاری عبارتند از: سندرم تخمدان پلی کیستیک (PCOS)، هیپوگونادیسم هیپوگنادوتروپیک (HA)، نارسایی اولیه تخمدان (POI)، و هایپرپرولاکتینمی.

### سندرم تخمدان پلی کیستیک
زنان مبتلا به سندرم تخمدان پلی کیستیک بیشترین سهم زنان بدون تخمک گذاری را در کارآزمایی‌های بالینی تشکیل می‌دهند. معیارهای تشخیص سندرم تخمدان پلی کیستیک به عنوان معیارهای روتردام نامیده می‌شود و شامل موارد زیر است:
1. اولیگوولاسیون و/یا عدم تخمک گذاری
2. فعالیت بیش از حد آندروژن
3. تخمدان پلی کیستیک (توسط سونوگرافی زنان)

### هیپوگونادیسم هیپوگنادوتروپیک
علل HA هیپوتالاموس شامل آمنوره عملکردی هیپوتالاموس (FHA) و کمبود هورمون آزادکننده گنادوتروپین (GnRH) است. یافته‌های آزمایشگاهی نشان می‌دهد استرادیول پایین سرم و FSH پایین با کاهش ترشح GnRH از هیپوتالاموس همراه است. شکل نادری از HA که به صورت آمنوره اولیه ظاهر می‌شود می‌تواند به دلیل کمبود مادرزادی GnRH نز باشد که به عنوان هیپوگنادیسم هیپوگنادوتروپیک ایدیوپاتیک یا سندرم کالمن، در صورتی که با آنوسمی همراه باشد، شناخته می‌شود. بیماری‌های نفوذی یا تومورهایی که بر هیپوتالاموس و هیپوفیز تأثیر می‌گذارند می‌توانند منجر به HA شوند.
FHA حدود ۱۰ تا ۱۵ درصد از تمام موارد عدم تخمک گذاری را تشکیل می‌دهد. کاهش وزن یا بی‌اشتهایی عصبی می‌تواند با ایجاد عدم تعادل هورمونی منجر به FHA شود که تخمک گذاری نامنظم (دو تخمک گذاری) را به وجود می‌آورد. احتمال می‌رود این مکانیسم برای محافظت از سلامت مادر تکامل یافته باشد؛ زیرا بارداری که در آن مادر ضعیف است می‌تواند برای سلامت نوزاد و مادر خطراتی ایجاد کند. از سوی دیگر، اضافه وزن نیز می‌تواند باعث اختلال در عملکرد تخمدان شود. دکتر باربیری از دانشکده پزشکی هاروارد نیز معتقد است، موارد عدم تخمک گذاری در زنان با BMI (شاخص توده بدنی) بیش از ۲۷ کیلوگرم بر متر مربع بسیار شایع است.

### نارسایی اولیه تخمدان
POI در گذشته به عنوان نارسایی زودرس تخمدان (POF) نامیده می‌شد، نشانه آن یائسگی قبل از ۴۰ سالگی است اما تنها در ۱ درصد از زنان رخ می‌دهد. تخمدان‌ها در حدود ۵ درصد موارد می‌توانند کار خود را متوقف کنند. این ممکن است به این دلیل باشد که تخمدان‌ها حاوی تخمک نیستند. با این حال، انسداد کامل تخمدان‌ها به ندرت دلیل ناباروری است. تخمدان‌های مسدود شده می‌توانند بدون توضیح پزشکیِ واضح دوباره شروع به فعالیت کنند. در برخی موارد، تخمک ممکن است به درستی بالغ شده باشد، اما فولیکول بِترکد (یا ممکن است فولیکول بدون رها کردن تخمک ترکیده باشد). به این سندرم، فولیکول پاره نشده لوتئینی (LUFS) می‌گویند. آسیب فیزیکی به تخمدان‌ها یا تخمدان‌های دارای کیست‌های متعدد نیز می‌توانند بر عملکرد تخمک گذاری تأثیر بگذارد که به این بیماری دیستروفی تخمدان می‌گویند.

### هایپرپرولاکتینمی
عدم تخمک گذاری هایپرپرولاکتینمی ۵ تا ۱۰ درصد زنان مبتلا به عدم تخمک گذاری را تشکیل می‌دهد. هایپرپرولاکتینمی ترشح گنادوتروپین را با مهار GnRH سرکوب می‌کند. هایپرپرولاکتینمی را می‌توان با چندین اندازه‌گیری پرولاکتین پلاسمای خون تأیید کرد.

## تشخیص

### آگاهی از باروری و اندازه‌گیری LH
روش‌های مبتنی بر علائم آگاهی از باروری ممکن است برای تشخیص تخمک‌گذاری یا تعیین عدم تخمک‌گذاری استفاده شود. بررسی چرخه قاعدگی ممکن است با کمک مانیتورهای مختلف باروری انجام گیرد که یکی از علائم اولیه آگاهی از باروری، دمای پایه بدن، می‌تواند تخمک گذاری را با شناسایی تغییر درجه حرارت که پس از تخمک گذاری رخ می‌دهد، مشخص کند. این روش معمولاً مطمئن‌ترین راه برای تأیید وقوع تخمک‌گذاری است.
زنان همچنین ممکن است از کیت‌های پیش‌بینی تخمک گذاری (OPKs) استفاده کنند که افزایش سطح هورمون لوتئینی (LH) را، که معمولاً با تخمک گذاری قریب‌الوقوع همراه است، را نشان می‌دهد. برای برخی از زنان، این دستگاه‌ها افزایش LH را تشخیص نمی‌دهند، یا سطوح بالای LH پیش‌بینی ضعیفی برای تخمک گذاری است. این امر به ویژه در زنان مبتلا به PCOS مشاهده می‌شود. در چنین مواردی، OPK و آن دسته از کیت‌های باروری که بر پایه LH هستند ممکن است نتایج کاذب، در نتیجه خطای نوع اول و دوم، نشان دهند. دکتر فروندل از دانشگاه هایدلبرگ بر این باور است که تست‌هایی که از LH به عنوان مرجع استفاده می‌کنند، اغلب فاقد حساسیت و ویژگی هستند.

### طبقه‌بندی و آزمایش
معیارهای سازمان بهداشت جهانی برای طبقه‌بندی عدم تخمک گذاری شامل تعیین الیگومنوره (سیکل قاعدگی > ۳۵ روز) یا آمنوره (سیکل قاعدگی بیش از ۶ ماه) در ترکیب با غلظت پرولاکتین، هورمون محرک فولیکول (FSH) و استرادیول (E2) است. بیماران به عنوان WHO1 (15%) - هیپو-گنادوتروپ، هیپو استروژن، WHO2 (80%) - نورمو گنادوتروپ، نورمو استروژن، و WHO3 (5%) - هایپر گنادوتروپ، هیپو استروژن طبقه‌بندی می‌شوند. اکثریت قریب به اتفاق بیماران بدون تخمک گذاری متعلق به گروه WHO2 هستند و علائم بسیار ناهمگنی از عدم تخمک گذاری، چاقی، هایپرآندروژنیسم بیوشیمیایی یا بالینی و مقاومت به انسولین را نشان می‌دهند. این سیستم طبقه‌بندی شامل یک دسته جداگانه برای عدم تخمک گذاری ناشی از هایپرپرولاکتینمی نیست و متخصصان به‌طور مداوم از این سیستم استفاده نمی‌کنند.
تشخیص علت عدم تخمک گذاری شامل آزمایش‌های سطح هورمون، همراه با ارزیابی علائم مرتبط است. تاریخچه بیمار و معاینه فیزیکی باید شامل تاریخچه شروع و الگوی اولیگومنوره یا آمنوره، علائم PCOS مانند هایپرآندروژنیسم و چاقی، اختلال خوردن، استرس بیش از حد جسمی یا ذهنی، و ترشحات پستان باشد. بیماران مبتلا به علائم هایپرآندروژنیسم، مانند هیرسوتیسم، می‌توانند از نظر سطح آندروژن و همچنین سطح تستوسترون تام پلاسما مورد آزمایش قرار گیرند. در صورت مشکوک بودن به هایپرپلازی مادرزادی آدرنال، آزمایش ۱۷ هیدروپروژسترون نیز ممکن است انجام شود. اگر تفاوت گسترده بود، سطوح سرمی هورمونی استرادیول، هورمون محرک فولیکول (FSH)، هورمون آزادکننده گنادوتروپین (GnRH)، هورمون ضد مولر (AMH)، هورمون محرک تیروئید (TSH) و پرولاکتین می‌تواند در تشخیص کمک کننده باشد. بیشتر علل عدم تخمک گذاری عدم تعادل هورمونی است. سونوگرافی ترانس واژینال نیز می‌تواند برای رد سندرم تخمدان پلی کیستیک استفاده شود.

## مدیریت
درمان باید بر اساس تشخیص عدم تخمک گذاری صورت پذیرد. درمان بر اساس ۴ علت شایع عدم تخمک گذاری، سندرم تخمدان پلی کیستیک (PCOS)، هیپوگنادیسم هیپوگنادوتروپیک (HA)، نارسایی اولیه تخمدان (POI)، و هایپرپرولاکتینمی، متفاوت است مهم‌ترین مسئله، تجزیه و تحلیل مایع منی باید از شریک XY انجام شود تا عوامل XY شدید قبل از مدیریت ناباروری بدون تخمک گذاری حذف شوند. به‌طور کلی، در افراد سالم با عدم تخمک گذاری، اختلالات تخمک گذاری ممکن است تحت تأثیر یک رژیم غذایی سالم مانند مصرف بیشتر چربی‌های غیراشباع به جای چربی‌های ترانس، منابع پروتئین گیاهی به جای حیوانی، لبنیات پرچرب، مولتی ویتامین‌ها و آهن از گیاهان و مکمل‌ها بهبود یابند.

### درمان سندرم تخمدان پلی کیستیک
مدیریت عدم‌تخمک گذاری به دلیل سندرم تخمدان پلی‌کیستیک چند وجهی است و شامل کاهش وزن، استفاده از عوامل القای تخمک گذاری و حساس کننده به انسولین، گنادوتروفین‌ها و سوراخ کردن تخمدان می‌شود. مطالعات نشان می‌دهند که کاهش وزن به میزان ۵ درصد با محدودیت کالری و افزایش فعالیت بدنی می‌تواند تخمک‌گذاری را به صورت خود به خود، برقرار کند و در صورت استفاده از روش‌های دیگر، پاسخ به درمان القای تخمک‌گذاری را بهبود بخشد. کاهش وزن همچنین به‌طور کلی منجر به بهبود منظم قاعدگی و میزان بارداری در زنان مبتلا به PCOS می‌شود.
به خوبی شناخته شده‌است که مقاومت به انسولین می‌تواند بخشی از عواقب سندرم تخمدان پلی کیستیک باشد و در صورت وجود، به عدم تخمک گذاری کمک کند. متفورمین، یک بیگوانید و حساس کننده رایج انسولین است که اغلب برای درمان زنان مبتلا به PCOS تجویز می‌شود. هیچ داروی حساس به انسولین دیگری شواهدی دال بر استفاده مؤثر و ایمن در دوران باروری ندارد. پیش از این، متفورمین به عنوان درمان عدم تخمک گذاری در سندرم تخمدان پلی کیستیک توصیه می‌شد، اما کارآزمایی‌های بعدی نشان داد، کلومیفن در مقایسه با متفورمین موثرتر است، همچنین مطالعات تصادفی‌سازی‌شده بعدی، فقدان شواهد را برای افزودن متفورمین به کلومیفن تأیید کرده‌اند.

### القای تخمک گذاری
داروهای اصلی القای تخمک گذاری عبارتند از:
- آنتی استروژن که باعث مهار بازخورد منفی استروژن بر غده هیپوفیز می‌شود و در نتیجه ترشح هورمون محرک فولیکول را افزایش می‌دهد. داروهای مورد استفاده برای این روش، عمدتاً شامل کلومیفن سیترات و تاموکسیفن (دو تعدیل کننده گیرنده استروژن انتخابی) و همچنین لتروزول (یک مهارکننده آروماتاز) هستند.[۱۳]
- هورمون محرک فولیکول (FSH) نوع دیگر از القا کننده‌های تخمک‌گذاری است که مستقیماً تخمدان‌ها را تحریک می‌کند. در زنان مبتلا به عدم تخمک گذاری، پس از ۷ تا ۱۲ دوره تلاش برای ایجاد ریتم بازخوردی از هیپوفیز (به وسیله آنتی استروژن‌ها)، استفاده از این هورمون جایگزین مناسبی بوده، زیرا هزینه کمتری دارد و کنترل عوارض آن آسان‌تر است.[۱۸]

### درمان هیپوگنادیسم هیپوگنادوتروپیک
در زنان مبتلا به هیپوگنادیسم هیپوگنادوتروپیک مشکوک به آمنورهٔ عملکردی هیپوتالاموس، درمان باید حول محور افزایش وزن، کاهش شدت و دفعات ورزش و کاهش استرس با روان‌درمانی یا مشاوره باشد. ورزشکاران و زنان مبتلا به بی اشتهایی می‌توانند به دلیل اختلال عملکرد هیپوتالاموس، به دلیل افزایش نیاز به انرژی، بدون اینکه نیازهای آنها از نظر کالری برآورده شود و کالری دریافتی آنها به شدت کاهش یابد، میزان هورمون آزادکننده گنادوتروپین ترشحی‌شان را کاهش دهند. اگر عدم تخمک گذاری به دنبال اصلاح شیوه زندگی ادامه یابد، تخمک گذاری را می‌توان با تجویز هورمون آزاد کننده گنادوتروپین ضربانی یا گنادوتروپین (FSH & LH) القا کرد.

### درمان نارسایی اولیه تخمدان
برای زنان مبتلا به POI که مایل به بارداری هستند، باید از استراتژی‌های القای تخمک‌گذاری اجتناب شود و کمک باروری، مانند لقاح آزمایشگاهی (IVF) با تخمک‌های اهداکننده، باید مد نظر قرار بگیرد.

### درمان هایپرپرولاکتینمی
برای زنان بدون تخمک گذاری با هایپرپرولاکتینمی بدون علائم، می‌توانند و با پیگیری دقیق و مشاهده پزشکی عدم تخمک‌گذاری خود را بهبود دهند. اگر علائم هایپرپرولاکتینمی همچنان وجود داشته باشد، آگونیست‌های دوپامین، مانند بروموکریپتین، خط اول درمان هستند که با مهار تولید پرولاکتین توسط هیپوفیز عمل می‌کنند و در صورت وجود می‌توانند ضایعه پرولاکتین-سکرتین (یعنی پرولاکتینوما) را کوچک کنند. در موارد نادر، جراحی ترانس اسفنوئیدال آندوسکوپی و رادیوتراپی ممکن است برای برداشتن و کوچک کردن پرولاکتینوما، در صورت بزرگ‌تر بود از ۱۰ میلی‌متر، مورد نیاز باشد. افراد معمولاً پس از نرمال شدن سطح پرولاکتین خون و کوچک شدن یا برداشتن تومور می‌توانند باردار شوند.

### سایر درمان‌ها
کورتیکواستروئیدها (معمولاً در داروهای ضدالتهابی یافت می‌شوند) در صورتی که عدم تخمک‌گذاری ناشی از تولید بیش از حد هورمون‌های مردانه توسط غدد فوق کلیوی باشد، می‌توانند برای درمان عدم تخمک گذاری استفاده شوند. کورتیکواستروئیدها معمولاً برای کاهش تولید تستوسترون استفاده می‌شوند.